# 弗朗索瓦·克莱尔
弗朗索瓦·克莱尔（François Clerc，1983年4月18日—），法國足球運動員，司職後衛，曾效力法甲六連霸里昂。
這名球員早年出身於法甲小球會圖盧茲，2005年已轉投法甲冠軍里昂。首季他上陣19場比賽，在未有入選法國青年軍下，於2006年首度入選國家隊出戰一場世界杯前熱身賽。儘管在球會未成為必然正選，但成為了兩屆法甲聯賽冠軍功臣(2006、2007)。
2006年世界杯後已多次被召入國家隊，其中包括一場歐洲國家杯外圍賽。
35歲的克萊爾在法國乙組足球聯賽阿些斯奧效力了兩個賽季後，宣布退休
。

## 榮譽
里昂
- 法國甲組足球聯賽: 2005–06, 2006–07, 2007–08
- 法國盃: 2007–08
- 法國超級盃: 2006, 2007
- 法國聯賽盃 亞軍: 2006–07

聖伊天
- 法國聯賽盃: 2012–13